# 黄梅戯

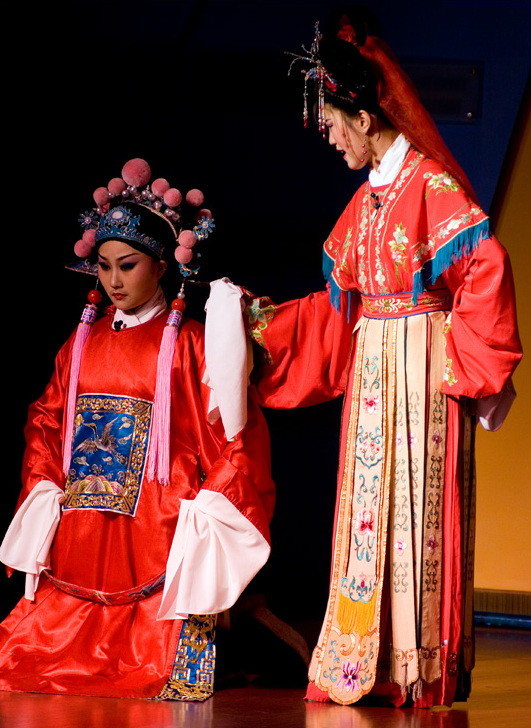
黄梅戯

黄梅戯（こうばいぎ、中国語: 黄梅戏＝ホヮンメィシー）は、中国の地方劇のひとつで、高い音域で歌われるのが特徴で、中国5大演劇（他は京劇、越劇、評劇、豫劇）に数えられる。古くは「採茶戯」とも呼ばれ、18世紀の末ごろ安徽省・湖北省・江西省が交わるあたり（湖北省では黄梅県）で生まれといわれ、安徽省安慶市に居を移して発展した。19世紀の半ばまでに、さらに様々な影響を受けて、地方劇として確立し、現在上記地方だけでなく香港・台湾などでも上演される。
演目には「白蛇伝」、「天仙配」、「牛郎織女」、「槐蔭記」、「女駙馬」、「天女散花」、「宝蓮灯」などがある。 

## 参照項目
- 戯曲 (中国)